# Universidade Professor Edson Antônio Velano
A Universidade Professor Edson Antônio Velano (UNIFENAS) é uma instituição de ensino superior particular brasileira sediada na cidade de Alfenas e com campi nas cidades de Alfenas, Belo Horizonte, Varginha, Campo Belo e Divinópolis, todas na região sul do estado de Minas Gerais.